# Carl Lundmark
Carl Wilhelm Wictor Lundmark, född 27 februari 1859 i Uppsala, död 17 december 1908 i Jakobs församling, Stockholm, var en svensk operasångare (tenor).
Lundmark var son till skräddaren Per Lundmark. Efter skolstudier vid Uppsala högre elementarläroverk var han under sju år biträde vid Akademiska bokhandeln i Uppsala.
Han blev tidigt eftersökt som kvartettsångare och deltog trots att han inte var akademiker i flera studentsångarfärder både i Sverige och utomlands. Han invaldes i Orphei drängar 1881. Lundmark uppmärksammades av förste direktören vid Kungliga teatrarna, Henrik Laurentius Westin, då han 1883 som medlem i den så kallade Västgötakvartetten framträdde på Nya teatern i Stockholm.
Lundmark debuterade vid Kungliga Teatern som Tamino i Mozarts Trollflöjten och efter ytterligare två debuter blev han 1885 engagerad vid Stockholmsoperan. Han kvarstod här fram till sin död, med avbrott för åren 1886–1887, då han studerade sång i Tyskland och Österrike, främst som elev till Josef Gänsbacher. Han hade visat stora löften att bli en stor sångare, men kom aldrig att få något riktigt genombrott. Från 1896 uppträdde han alltmer sällan, och slutligen deltog han endast i kören, även om han stod kvar på soliststat.
Bland hans större operapartier märks Max i Friskytten, Robert i Lohengrin, Zephoris i Konung för en dag och titelrollen i Faust. Lundmark är begravd på Uppsala gamla kyrkogård.